# Опытное (Бахмутский район)
О́пытное (укр. Опитне) — посёлок в Бахмутской городской общине Бахмутского района Донецкой области Украины.
Население по переписи 2001 года составляло 1983 человека. Почтовый индекс — 84571. Телефонный код — 6274.